# 近江八幡の水郷

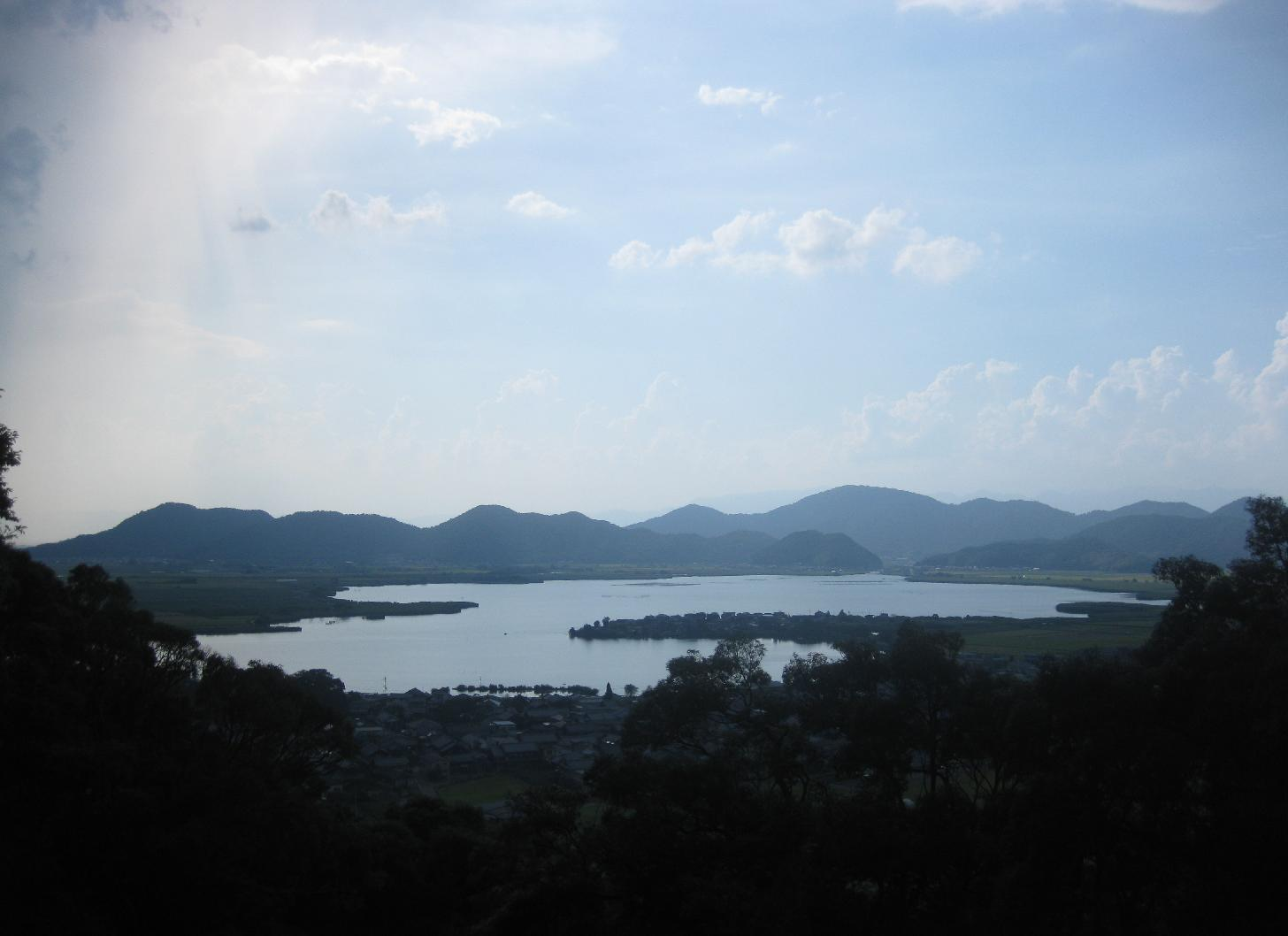
安土山より望む西の湖。「近江八幡の水郷」の選定地域は写真奥の湖畔付近である。

近江八幡の水郷（おうみはちまんのすいごう）は、日本の滋賀県近江八幡市に位置する、西の湖を中心とした水郷であり、琵琶湖国定公園第2種特別地域に指定されている。
2004年（平成16年）の文化財保護法改正により創設された重要文化的景観選定制度適用の第一号として、2006年（平成18年）に国の選定を受けた。現在、公有水面・葦地・集落・農地・里山を含む約354.0ヘクタールが「近江八幡の水郷」として選定地域となっている。

## 概要
近江八幡市の北東部には琵琶湖の内湖の1つである西の湖がある。多くの内湖は明治時代以降に干拓され、現在残っている大きなものは西の湖だけになっている。西の湖周辺には葦原特有の湿地生態系が残されているが、干拓や圃場整備による湿地生態系の衰退や景観の改変が危惧されている。
現在の文化的景観は1585年（天正13年）豊臣秀次が八幡山城を築城し、城下町を建設したことを起源として形成された。豊臣秀次は安土城下などから商人・職人を呼び寄せるとともに、西の湖を経て琵琶湖に至る八幡堀を開削した。1595年（文禄4年）八幡城は廃城となったものの町は残され、この地を根拠地とした近江商人は八幡堀の地の利を活かして商業を行い、町は江戸時代を通じて繁栄した。なお、近江八幡の商家町（日牟禮八幡宮境内地、八幡堀を含む）は、近江八幡市八幡伝統的建造物群保存地区の名称で国の重要伝統的建造物群保存地区として選定されている。
近江商人が扱った商品には、近江表（畳表）、近江上布（麻織物）、近江蚊帳などの湿生植物を原料とするものが含まれていた。西の湖周辺に生育していた葦（ヨシ）も周辺地区で簾（すだれ）や葦簀（よしず）に加工され、近江商人の手によって広く流通した。現在でも西の湖の北岸に面する円山集落では、製造業者の数は減少したもののヨシ加工による高級夏用建具の製造が行われており、「ヨシ地焼き」などの種々の作業に伝統的な手法を留めている。また、集落にはヨシ葺屋根の建物や作業小屋が残され、ヨシ産業などの生業や内湖と共生する地域住民の生活と深く結びついた文化的景観を形成している。
この文化的景観を保存するため、近江八幡市は景観法に基づき「風景づくり条例」を制定し風景づくり委員会と風景づくりアドバイザー制度を設けると共に「水郷風景計画」を策定し、2005年9月1日から施行した。市は水郷風景計画区域の重要文化的景観への選定を国へ申し出、その結果、2006年1月26日、西の湖、長命寺川、八幡堀と周辺の葦地が重要文化的景観選定制度適用の全国第1号として「近江八幡の水郷」の名称で選定を受けた。選定理由として、内湖と葦原などの自然環境がヨシ産業などの生業や地域住民の生活と結びついていること、干拓や圃場整備によって湿地生態系の衰退や景観の改変が引き起こされており保護が必要であること、近江八幡市が景観計画の策定や地域住民の参画など文化的景観の保護に向けて取り組んでいることなどがあげられている。2006年には基本計画「伝統的風景計画」を策定・施行した。その後、周辺の集落・農地・里山などが追加選定を受け、現在は約354.0ヘクタールが選定地域となっている。
- 第1次選定範囲（2006年1月26日）：白王町、円山町、北之庄町、南津田町他の葦地・公有水面等 約174.6ヘクタール
- 第2次選定範囲（2006年7月28日）：白王町、円山町の集落等 約13.7ヘクタール
- 第3次選定範囲（2007年7月26日）：白王町、円山町、北之庄町の農地・里山等 約165.7ヘクタール

2015年（平成27年）4月24日、「琵琶湖とその水辺景観－ 祈りと暮らしの水遺産 」の構成文化財として日本遺産に認定される。